# Xylophilus hylocharoides
Xylophilus hylocharoides – gatunek chrząszcza z rodziny goleńczykowatych i podrodziny Melasinae.

## Taksonomia
Gatunek ten opisany został po raz pierwszy w 2016 roku przez Roberta L. Otto. Opisu dokonano na podstawie pojedynczej samicy odłowionej w 2007 roku na laotańskiej górze Phu Phan. Epitet gatunkowy pochodzi od innego rodzaju goleńczykowatych, Hylochares, który ten owad przypomina.

## Morfologia
Chrząszcz o walcowatym, wydłużonym ciele długości 4 mm i szerokości 1 mm. Ubarwienie ma czarne z rudymi drugim i trzecim członem czułków oraz rudobrązowymi goleniami i stopami. Wierzch i spód ciała porastają krótkie, położone szczecinki żółtawej barwy. Niemal kulista głowa ma wypukłe czoło z pośrodkowym żeberkiem. Powierzchnia głowy jest gęsto punktowana, lekko błyszcząca. Szerokość rejonu czołowo-nadustkowego jest większa od dwukrotności rozstawu panewek czułkowych, a jego przednia krawędź jest lekko trójpłatowa. Przysadziste żuwaczki mają gęsto punktowaną i pomarszczoną powierzchnię oraz zaopatrzone są w dwa zęby każda. Czułki sięgają prawie do ⅓ długości ciała, są porośnięte szczecinkami, a człony od czwartego do dziesiątego są lekko piłkowane. Przedplecze jest niewiele dłuższe niż szersze, boki ma w przedniej ⅓ długości łukowate, a dalej równoległe, kąty tylne ostre, a krawędź nasadową falistą. Powierzchnia przedplecza jest matowa, bardzo gęsto pomarszczona do ziarnistej, pośrodku wypukła z parą poprzecznych dołków i lekko zaznaczonym podłużnym rowkiem środkowym przez całą długość. Podgięcia przedplecza pozbawione są rowków na czułki. Kształt błyszczącej tarczki jest pociągły, prawie trójkątny z zaokrąglonym tylnym wierzchołkiem. Pokrywy mają wyraźne rzędy i poprzecznie pomarszczone międzyrzędy. Odnóża środkowej i tylnej pary mają pierwszy człon stopy krótszy niż pozostałe jej człony razem wzięte. Na powierzchniach bocznych goleni środkowej i tylnej pary występują jedynie szczecinki. Pazurki są niezmodyfikowane. Episternity zatułowia są rozszerzone ku tyłowi.

## Ekologia i występowanie
Owad orientalny, znany jedynie z miejsca typowego w prowincji Houaphan w północno-wschodnim Laosie. Zasiedla tropikalny liściasty las górski. Spotkano go na rzędnych 1750 m n.p.m..